# Ельжбецин (Холмський повіт)
Ельжбецин (пол. Elżbiecin) — село в Польщі, у гміні Рейовець Холмського повіту Люблінського воєводства.
Населення — 19 осіб (2011).
У 1975-1998 роках село належало до Холмського воєводства.

## Демографія
Демографічна структура станом на 31 березня 2011 року:
|          | Загалом | Допрацездатний вік | Працездатний вік | Постпрацездатний вік |
| -------- | ------- | ------------------ | ---------------- | -------------------- |
| Чоловіки | 7       | 1                  | 6                | 0                    |
| Жінки    | 12      | 2                  | 7                | 3                    |
| Разом    | 19      | 3                  | 13               | 3                    |